# Guipry
Guipry är en kommun i departementet Ille-et-Vilaine i regionen Bretagne i nordvästra Frankrike. Kommunen ligger i kantonen Pipriac som tillhör arrondissementet Redon. År 2018 hade Guipry 3 830 invånare.

## Befolkningsutveckling
Antalet invånare i kommunen Guipry
Referens:INSEE